# Лейн-Коув (національний парк)
Лейн-Коув (англ. Lane Cove National Park) — національний парк у межах Сіднейської агломерації (штат Новий Південний Уельс, Австралія). Національний парк площею 372 гектари розташований приблизно за 10 кілометрів на північний захід від центрального ділового району Сіднею та включає в себе  території, які є частиною міських районів Ку-ринг-гай, Райд і Хорнсбі, а також невеликі ділянки в районах Віллоубі, Лейн-Коув і Хантерс-Хілл.  
Парк містить різні типи рослинності, тут є склерофітний ліс, пустища, мангрові дерева та вати. Парк простягнувся вздовж берегів річки Лейн-Коув, яка тече, як правило, на південний схід, та впадає в затоку Порт-Джексон.

## Флора
Поширені види місцевих рослин у парку: ксанторея, Angophora costata, Banksia serrata, Actinotus helianthi, Eucalyptus haemastoma та Pandorea pandorana.

## Фауна
У парку мешкає багато місцевих видів птахів, у тому числі великоніг східний, Dacelo novaeguineae, Malurus cyaneus, розела червона, великий жовточубий какаду, Trichoglossus moluccanus і батіжник чорночубий. У парку також зустрічаються немісцеві птахи, такі як майна індійська та Pycnonotus jocosus. Типовими для парку рептиліями є легуан водяний і варан строкатий, а типовими ссавцями — Wallabia bicolor і єхидна австралійська.

## Використання
Національний парк Лейн-Коув популярний серед любителів піших прогулянок, бігунів і велосипедистів.  Туристичний парк річки Лейн-Коув розташований на території національного парку Лейн-Коув.
Головна пішохідна доріжка вздовж річки Лейн-Коув є частиною Великої північної пішохідної доріжки від центрального ділового району Сіднею до Ньюкасла довжиною 250 кілометрів.

## Галерея

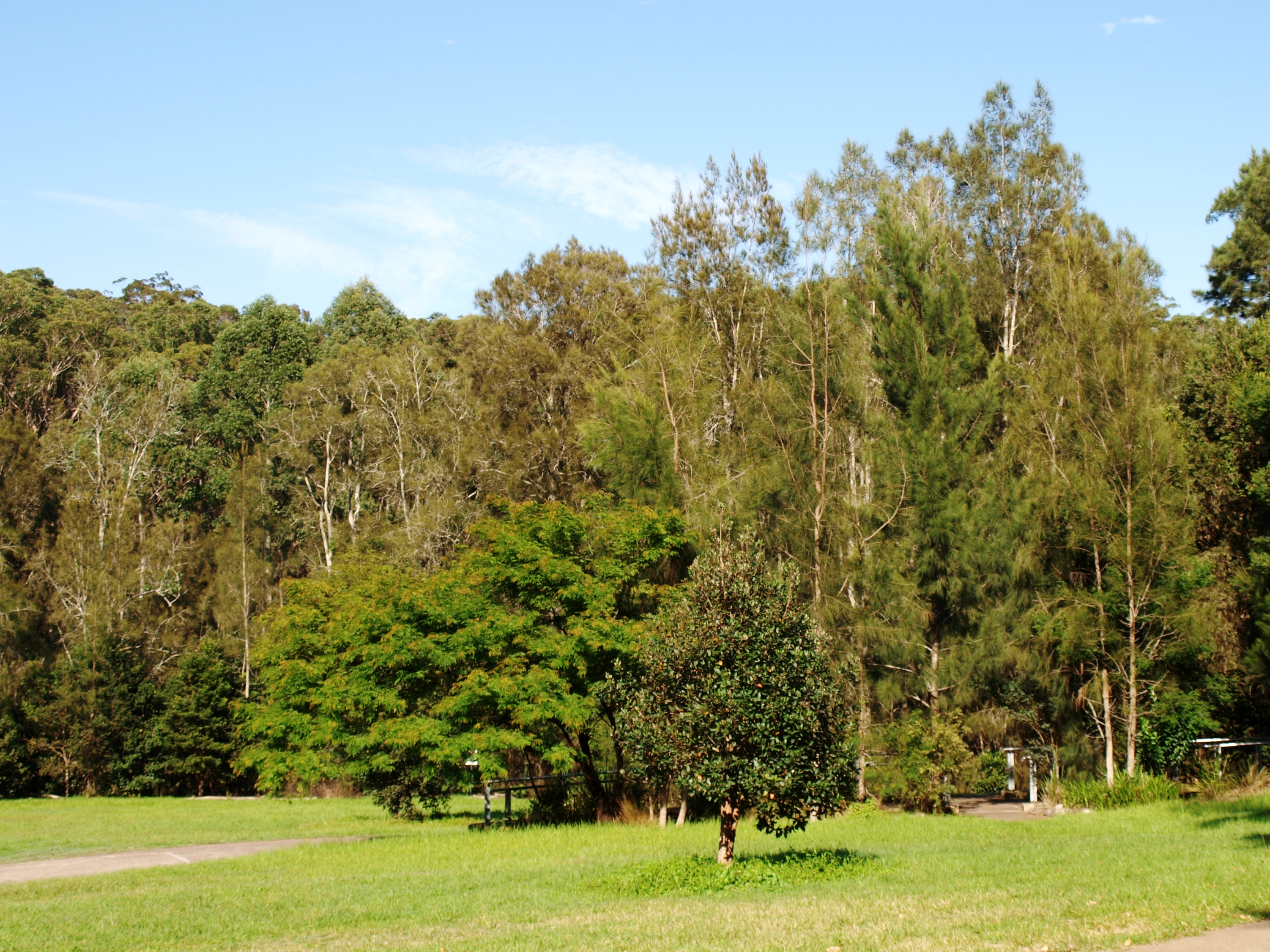
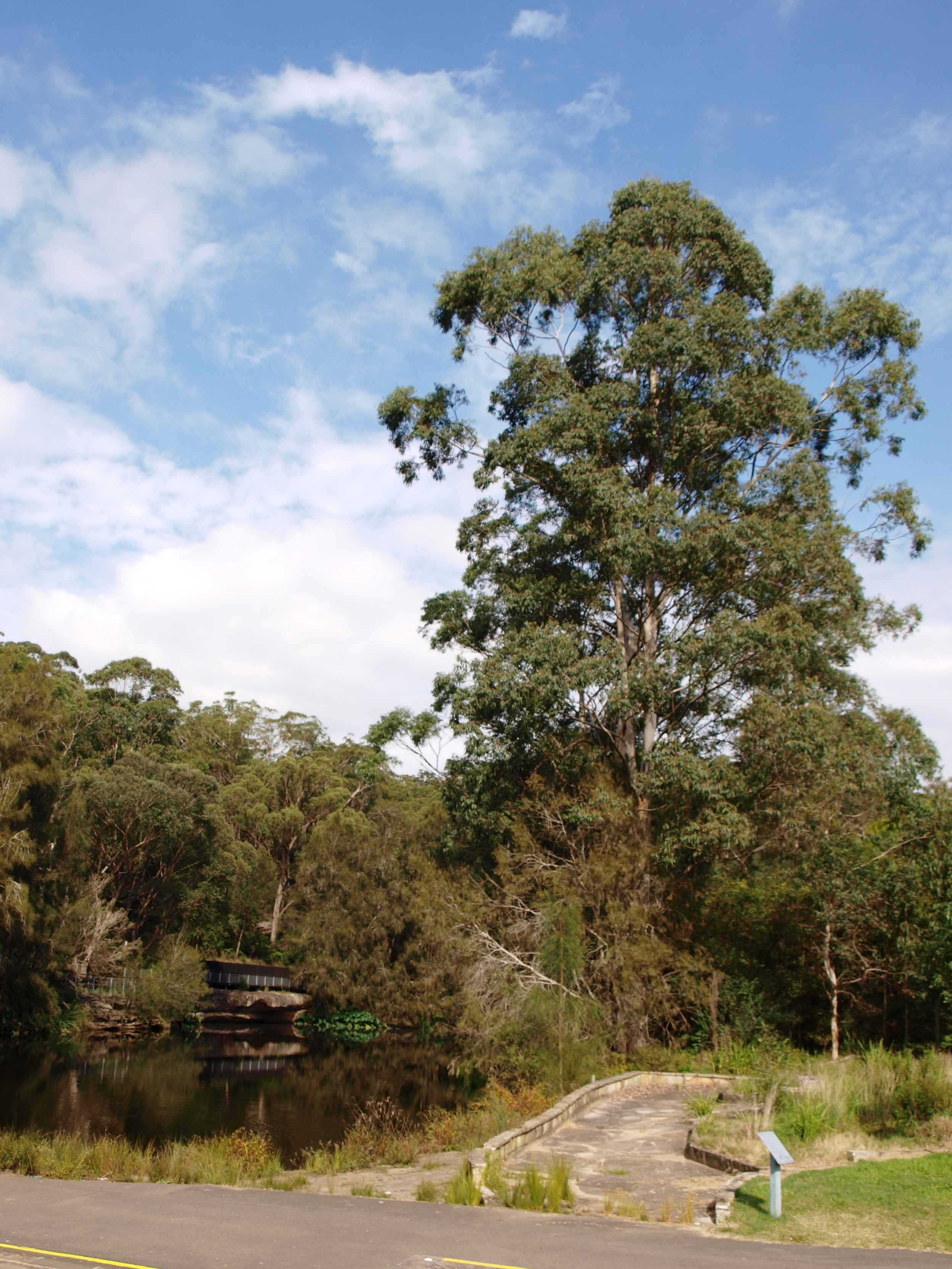
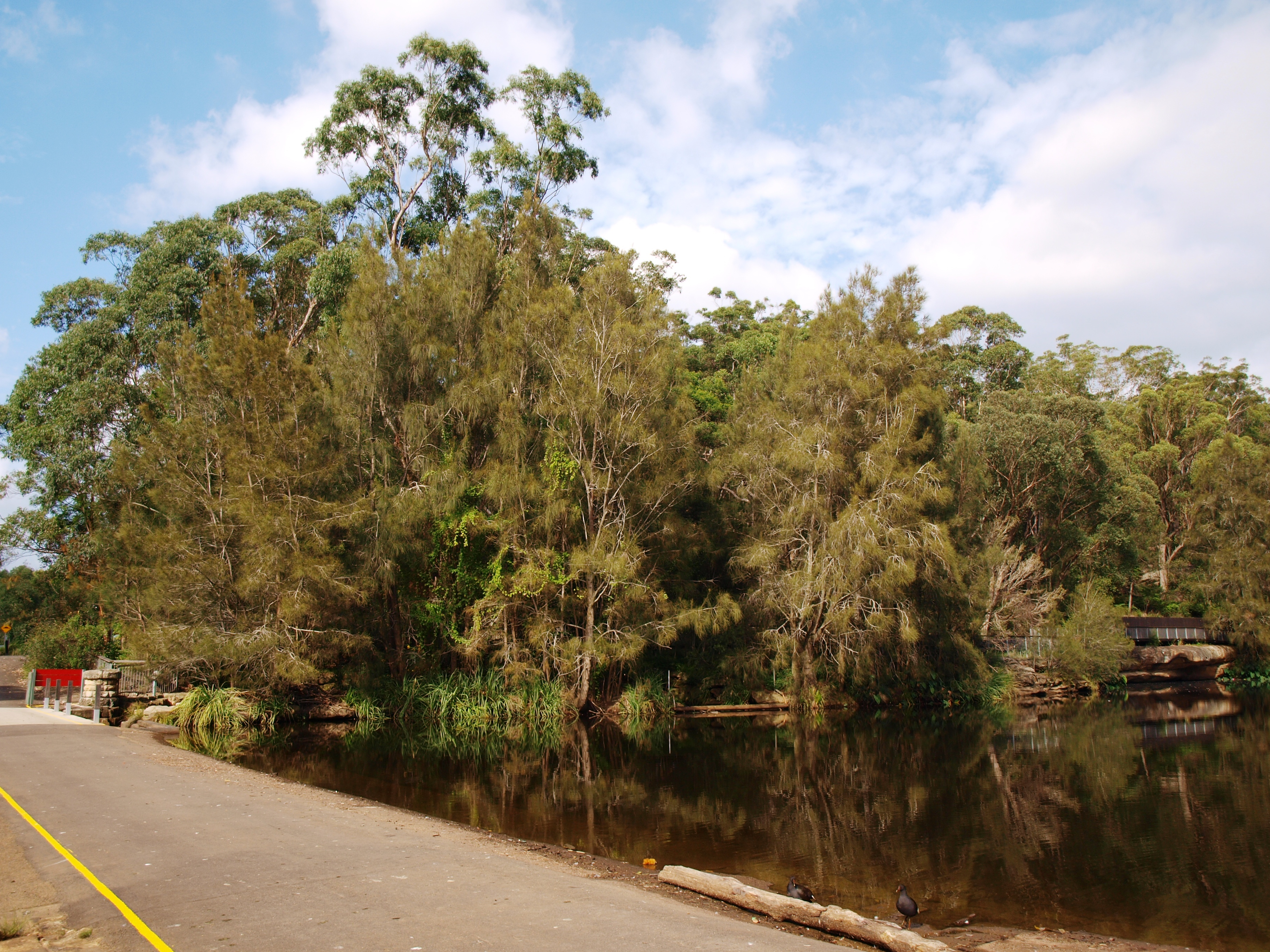
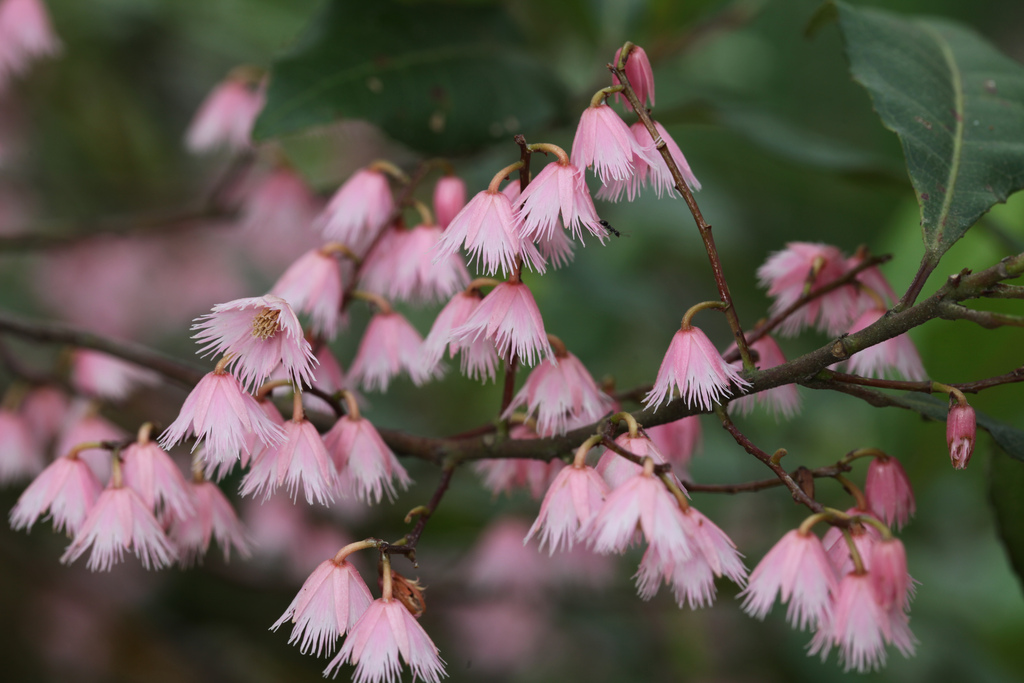
Elaeocarpus reticulatus
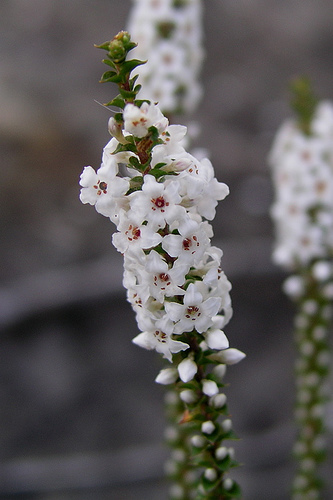
Epacris microphylla
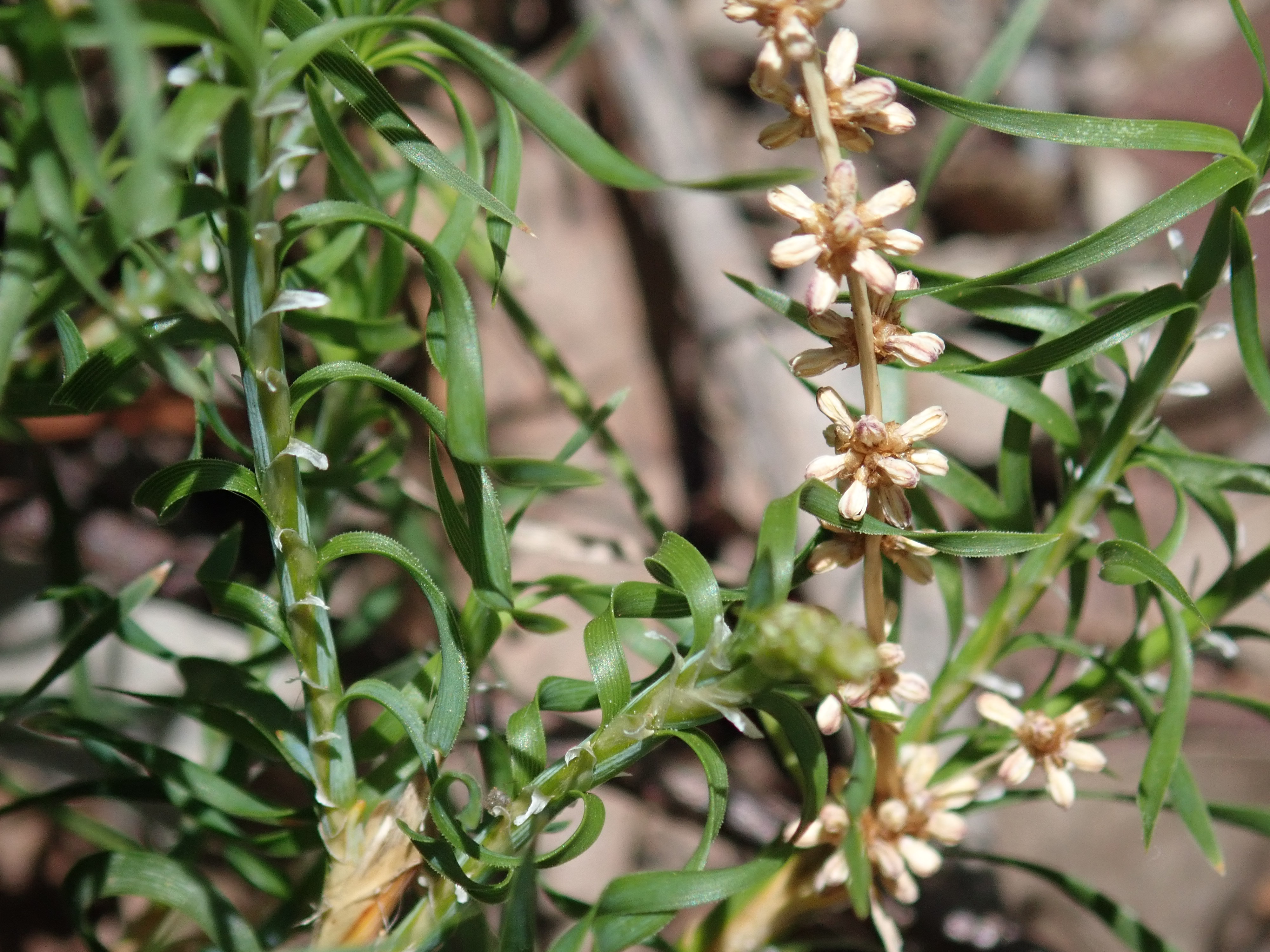
Lomandra obliqua